# Kinetosom
Kinetosomen kommen in Zellen vor, die mit Zilien (Flimmerhärchen) besetzt sind. Sie sitzen normalerweise in einer Reihe unterhalb der Zellmembran an der Basis von Zilien, werden deshalb auch Basalkörperchen genannt und sind wie Zentriolen aufgebaut. In ihrer Gesamtheit werden sie als Terminalgespinst bezeichnet.
Zilien entspringen den Basalkörperchen, die noch innerhalb der Zelle liegen, und ragen als lange fadenförmige Struktur über die Zellmembran hinaus. Der herausragende Teil ((+)-Ende) ist der Zilienschaft. Im röhrenförmigen Schaft aus neun Paaren von Mikrotubuli (kompletter A- und inkompletter B-Tubulus) findet man bei sekundären Zilien noch ein zusätzliches zentrales Mikrotubulipaar, sodass die gesamte Struktur ein charakteristisches Schema zeigt: 9x2 + 2 (9 mal 2 plus 2; 9 × 2 äußere und 2 innere Mikrotubuli). Dieser Aufbau aktiv bewegbarer Zilien ist im ganzen Tierreich anzutreffen.
Die Aufgabe der motilen Zilien von Epithelzellen besteht im Transport von Flüssigkeiten oder Partikeln über die Zelloberfläche. Der eigentliche Flimmerschlag, der diese Funktion ermöglicht, kommt durch die Bewegung von axonemalem Dynein zustande, welches den A-Tubulus eines Mikrotubuli-Dubletts gegen den B-Tubulus des benachbarten verschiebt. Die Folge ist eine Verbiegung, da die Dubletts gemeinsam in den Kinetosomen verankert sind. Solche Zellen des Flimmerepithels kommen beim Menschen z. B. im Eileiter und in den Bronchien vor.